# Villa Cañás
Villa Cañás är en ort i Argentina.   Den ligger i provinsen Santa Fe, i den centrala delen av landet, 300 km väster om huvudstaden Buenos Aires. Villa Cañás ligger 104 meter över havet och antalet invånare är 9 328.
Terrängen runt Villa Cañás är mycket platt. Runt Villa Cañás är det glesbefolkat, med 16 invånare per kvadratkilometer.. 
Trakten runt Villa Cañás består till största delen av jordbruksmark.